# Sannäs kapell
Sannäs kapell är en kyrkobyggnad som tillhör Tanums församling i Göteborgs stift. Den ligger i Sannäs i Tanums kommun.

## Kapellet
Byggnaden uppfördes 1860 som boningshus. På 1920-talet överläts byggnaden till Missionsförbundet som byggde om det till gudstjänstlokal. Verksamheten upphörde så småningom. År 1959 köptes huset tillbaka och skänktes till Sannäs kapellförening. Huset blev kapell i Svenska kyrkan 1962. Senare har sakristian byggts till vid södra gavelväggen och klocktorn över ingången på norra sidan. 

## Inventarier
Nästan all inredning och inventarier såsom kyrkklockan, altartavlan, antependium och mässkläder och votivskeppet har tillkommit genom gåvor.